# Barrachina
Barrachina és un municipi de la província de Terol enquadrat a la comarca del Jiloca. Té 113 habitants (cens de 2021) i té una extensió de 25,3 km².

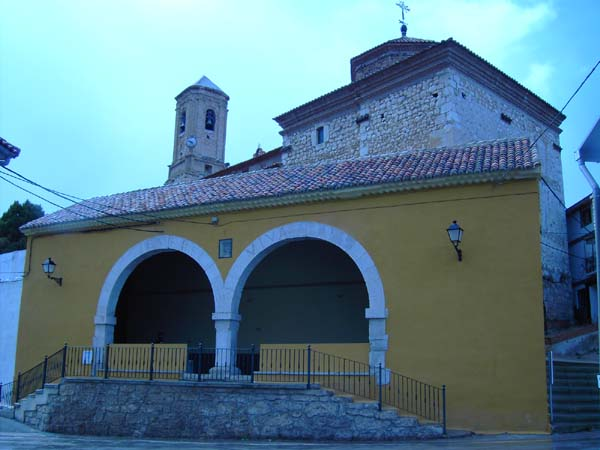
Trinquet de Barrachina,1904.